# The Congregation
The Congregation è il quarto album in studio del gruppo musicale norvegese Leprous, pubblicato il 22 maggio 2015 in Europa e il 2 giugno dello stesso anno in America dalla Inside Out Music.

## Antefatti
Il 30 luglio 2014, contemporaneamente all'annuncio delle date nordamericane relative al tour in supporto al terzo album Coal, il frontman Einar Solberg ha rivelato i primi dettagli sul quarto album:
 Nel mese di dicembre 2014, in seguito alla tournée britannica che li ha visti impegnati con gli Haken e con i Maschine, il gruppo ha rivelato le proprie intenzioni di pubblicare l'album per maggio 2015, avendo completato le registrazioni della batteria e programmando quelle per le parti di basso e chitarra per lo stesso mese e quelle vocali nel gennaio 2015. Nello stesso periodo, tuttavia, il bassista Martin Skrebergene ha abbandonato il gruppo a causa di «questioni differenti», secondo quanto affermato dal chitarrista Tor Oddmund Suhrke attraverso Reddit; le parti di basso sono state quindi registrate da Simen Daniel Børven.
Il 24 gennaio sono state completate le registrazioni dell'album, quest'ultimo successivamente ultimato il 14 febbraio dello stesso anno.

## Promozione
Il titolo dell'album è stato annunciato ufficialmente il 19 febbraio 2015 attraverso il sito ufficiale della Inside Out Music, la quale ha rivelato la copertina e la lista tracce 26 marzo dello stesso anno, ed è stato pubblicato in tutto il mondo da quest'ultima tra il 22 maggio e il 2 giugno 2015 nei formati standard CD e download digitale (comprensivi di 11 brani), oltre alle edizioni limitate doppio LP e mediabook CD comprensive di una traccia aggiuntiva.
Ad anticiparne l'uscita sono stati il video del brano d'apertura The Price, uscito l'8 aprile 2015, e l'audio del brano Rewind, presentato in anteprima il 30 dello stesso mese attraverso il sito Team Rock. Il 3 luglio dello stesso anno è stato pubblicato il lyric video per l'ottava traccia dell'album, Slave.
Nel settembre 2015 è partito il The Congregation Tour Part 1, svoltosi in Europa fino a novembre dello stesso anno. A esso ha fatto seguito il The Congregation Tour Part 2, tenuto nel resto del Mondo e nuovamente in Europa per tutto il 2016.
Il 22 marzo 2019, in occasione della loro partecipazione al Prognosis Festival nei Paesi Bassi, i Leprous hanno eseguito l'album nella sua interezza, segnando pertanto il debutto live del brano Within My Fence, l'unico a non essere mai stato suonato in precedenza.

## Tracce
1. The Price – 5:14 (testo: Tor Oddmund Suhrke – musica: Einar Solberg, Baard Kolstad)
2. Third Law – 6:18 (testo: Tor Oddmund Suhrke – musica: Einar Solberg, Tor Oddmund Suhrke)
3. Rewind – 7:07 (testo: Tor Oddmund Suhrke – musica: Einar Solberg)
4. The Flood – 7:51 (testo: Einar Solberg, Tor Oddmund Suhrke – musica: Einar Solberg)
5. Triumphant – 4:25 (testo: Tor Oddmund Suhrke – musica: Einar Solberg)
6. Within My Fence – 3:16 (testo: Tor Oddmund Suhrke, Einar Solberg – musica: Einar Solberg, Martin Skrebergene)
7. Red – 6:35 (testo: Tor Oddmund Suhrke – musica: Einar Solberg)
8. Slave – 6:37 (testo: Tor Oddmund Suhrke – musica: Einar Solberg)
9. Moon – 7:13 (testo: Tor Oddmund Suhrke – musica: Einar Solberg)
10. Down – 6:26 (testo: Einar Solberg – musica: Einar Solberg, Baard Kolstad)
11. Lower – 4:39 (testo: Einar Solberg, Elibereth Lasombrae – musica: Einar Solberg)

Traccia bonus (Limited Mediabook-CD Edition, 2 LP)
1. Pixel – 5:15 (testo: Tor Oddmund Suhrke – musica: Einar Solberg, Tor Oddmund Suhrke)

## Formazione
Gruppo
- Einar Solberg – voce, tastiera
- Tor Oddmund Suhrke – chitarra
- Øystein Landsverk – chitarra
- Baard Kolstad – batteria

Altri musicisti
- Simen Børven – basso

Produzione
- David Castillo – produzione e registrazione batteria, chitarre e basso
- Fredrik Klingwall – coproduzione tastiera
- Heidi Solberg Tveitan – registrazione voce
- Vegard Tveitan – registrazione voce
- Linus Corneliusson – montaggio digitale
- Jens Bogren – missaggio
- Tony Lindgren – mastering

## Classifiche
| Classifica (2015) | Posizione massima |
| ----------------- | ----------------- |
| Belgio (Fiandre)  | 167               |
| Belgio (Vallonia) | 190               |
| Finlandia         | 39                |
| Germania          | 78                |
| Paesi Bassi       | 66                |

## Date di pubblicazione
| Paese             | Data di pubblicazione | Formati                    | Etichetta        |
| ----------------- | --------------------- | -------------------------- | ---------------- |
| Austria           | 22 maggio 2015        | CD, 2 LP download digitale | Inside Out Music |
| Finlandia         | 22 maggio 2015        | CD, 2 LP download digitale | Inside Out Music |
| Germania          | 22 maggio 2015        | CD, 2 LP download digitale | Inside Out Music |
| Svizzera          | 22 maggio 2015        | CD, 2 LP download digitale | Inside Out Music |
| Belgio            | 25 maggio 2015        | CD, 2 LP download digitale | Inside Out Music |
| Danimarca         | 25 maggio 2015        | CD, 2 LP download digitale | Inside Out Music |
| Francia           | 25 maggio 2015        | CD, 2 LP download digitale | Inside Out Music |
| Grecia            | 25 maggio 2015        | CD, 2 LP download digitale | Inside Out Music |
| Lussemburgo       | 25 maggio 2015        | CD, 2 LP download digitale | Inside Out Music |
| Norvegia          | 25 maggio 2015        | CD, 2 LP download digitale | Inside Out Music |
| Paesi Bassi       | 25 maggio 2015        | CD, 2 LP download digitale | Inside Out Music |
| Portogallo        | 25 maggio 2015        | CD, 2 LP download digitale | Inside Out Music |
| Regno Unito       | 25 maggio 2015        | CD, 2 LP download digitale | Inside Out Music |
| resto dell'Europa | 25 maggio 2015        | CD, 2 LP download digitale | Inside Out Music |
| Italia            | 26 maggio 2015        | CD, 2 LP download digitale | Inside Out Music |
| Polonia           | 26 maggio 2015        | CD, 2 LP download digitale | Inside Out Music |
| Spagna            | 26 maggio 2015        | CD, 2 LP download digitale | Inside Out Music |
| Svezia            | 27 maggio 2015        | CD, 2 LP download digitale | Inside Out Music |
| Australia         | 29 maggio 2015        | CD, 2 LP download digitale | Inside Out Music |
| Nuova Zelanda     | 29 maggio 2015        | CD, 2 LP download digitale | Inside Out Music |
| America del Nord  | 2 giugno 2015         | CD, 2 LP download digitale | Inside Out Music |